# Communauté de communes de la Vallée et du Causse
La communauté de communes de la Vallée et du Causse est une ancienne communauté de communes française, située dans le département du Lot et la région Midi-Pyrénées.

## Histoire
La communauté de communes de la Vallée et du Causse a été créée par arrêté préfectoral du 31 décembre 1996.
Elle fusionne avec la Communauté de communes du Grand Figeac le 1er janvier 2014.
Son président de 2008 à 2013 est l'écrivain Jacques Ravenne.

## Composition
Elle regroupait 16 communes :
| Nom                     | Code Insee | Gentilé        | Superficie (km2) | Population (dernière pop. légale) | Densité (hab./km2) |
| ----------------------- | ---------- | -------------- | ---------------- | --------------------------------- | ------------------ |
| Livernon (siège)        | 46176      | Livernonois    | 25,86            | 669 (2014)                        | 26                 |
| Assier                  | 46009      | Assiérois      | 16,49            | 681 (2014)                        | 41                 |
| Boussac                 | 46035      | Boussacois     | 7,77             | 187 (2014)                        | 24                 |
| Brengues                | 46039      | Brengois       | 20,56            | 200 (2014)                        | 9,7                |
| Corn                    | 46075      | Cornicquois    | 15,26            | 197 (2014)                        | 13                 |
| Durbans                 | 46090      | Durbansiens    | 27,81            | 128 (2014)                        | 4,6                |
| Espagnac-Sainte-Eulalie | 46093      | Espagnaquois   | 9,75             | 97 (2014)                         | 9,9                |
| Espédaillac             | 46094      | Espédaillacois | 34,93            | 251 (2014)                        | 7,2                |
| Flaujac-Gare            | 46104      | Flaujacais     | 8,09             | 103 (2014)                        | 13                 |
| Grèzes                  | 46131      | Grézois        | 11,02            | 170 (2014)                        | 15                 |
| Issepts                 | 46133      | Isseptois      | 9,15             | 219 (2014)                        | 24                 |
| Quissac-en-Quercy       | 46233      | Quissacois     | 25,17            | 114 (2014)                        | 4,5                |
| Reilhac                 | 46235      | Reilhacois     | 12,98            | 184 (2014)                        | 14                 |
| Reyrevignes             | 46237      | Reyrevignois   | 12,44            | 340 (2014)                        | 27                 |
| Saint-Simon             | 46292      | Saint-Simonais | 9,26             | 167 (2014)                        | 18                 |
| Sonac                   | 46306      | Sonacois       | 7,34             | 81 (2014)                         | 11                 |